# Clausena anisum-olens
Clausena anisum-olens är en vinruteväxtart som först beskrevs av Francisco Manuel Blanco, och fick sitt nu gällande namn av Elmer Drew Merrill. Clausena anisum-olens ingår i släktet Clausena och familjen vinruteväxter. Inga underarter finns listade i Catalogue of Life.